# ACS KZN Slatina (handbal feminin)
Asociația „Clubul Sportiv KZN Slatina” (prescurtat KZN Slatina) a fost o echipă de handbal feminin din Slatina, România. KZN Slatina s-a desființat în 2009, după cu retrogradarea în Divizia A.

## Istoric
Clubul polisportiv KZN Slatina a fost înființat în 2002 și avea secții de baschet, handbal, volei, fotbal, gimnastică, tenis și alte discipline sportive. Clubul era sponsorizat de firmele Caz-Transport SRL și SC Dacaro Drivers SRL, înmatriculate cu însemnele „KZN” și aparținând familiei comisarului Ioan Popa Cazan, implicate în afaceri controversate cu companiile Alumil și Alro.
Secția de handbal feminin a clubului KZN a fost alcătuită având la bază echipa Liceului cu Program Sportiv Slatina (LPS), înființată în 1999 și antrenată de Victor Dăbuleanu. KZN Slatina a evoluat câțiva ani în Divizia A, disputând meciurile de pe teren propriu în sala de sport a LPS. În 2008, antrenorul Dăbuleanu a reușit promovarea echipei în Liga Națională. Pentru această performanță, Consiliul Local Slatina a decis, prin hotărârea nr. 120 din 14 mai 2008, „acordarea unui sprijin financiar în sumă de 100.000 de lei Asociației Club Sportiv KZN Slatina, pentru participarea echipei de handbal în Liga Națională”.
Echipa nu a rezistat decât un an în Liga Națională și a retrogradat la sfârșitul sezonului 2008−2009. A disputat ultimul meci din istoria sa pe 19 mai 2009, fiind învinsă în deplasare la CS Tomis Constanța cu scorul de 40−19. Antrenorul Victor Dăbuleanu a demisionat și au existat discuții pentru înlocuirea sa cu Gabriel Bîrcină de la DWAR Craiova, dar echipa s-a desființat la scurtă vreme după aceea.
Pe 31 mai 2012, de la ora 17.00, în sala de sport a LPS Slatina a fost organizat un meci demonstrativ între KZN Slatina 2009, echipă alcătuită din fostele handbaliste din acel an, și junioarele I de la LPS Slatina.

## Lotul de jucătoare
Ultima componență cunoscută este cea din 2009:
| Portari - Adriana Croitoru - Diana Petrescu Extreme - Oana Cîrstea - Ana Maria Simion - Lucia Mutu - Diana Mihalache Pivoți - Ana Maria Năprădean - Mariana Nicola |  | Intermediari - Cristina Zamfir - Ștefania Lazăr - Mihaela Pătuleanu - Loredana Gîrju Centri - Luciana Marin - Geanina Drăghici |

## Foste handbaliste notabile
| - Cristina Zamfir - Ana Maria Simion - Luciana Marin |